# Eye of the Tiger
Eye of the Tiger is een nummer van de Amerikaanse rockband Survivor en afkomstig van het gelijknamige album van Survivor en het soundtrackalbum van de film Rocky III, beide uit 1982. De plaat is op verzoek van acteur Sylvester Stallone door de groep speciaal voor de film geschreven. Stallone deed dit verzoek omdat de Britse band Queen geen toestemming gaf voor het gebruik van hun nummer Another One Bites the Dust.. Op 31 mei 1982 is het nummer eerst in de VS en Canada op single uitgebracht. Op 21 juni volgde Japan, op 9 juli Europa en op 2 augustus dat jaar Australië en Nieuw-Zeeland. Op 21 mei 1988 is het nummer ook op cd-single uitgebracht.
Het nummer is gezongen door de oorspronkelijke zanger van de band, Dave Bickler.

## Covers
De volgende artiesten hebben het nummer gecoverd:
- Frank Bruno (bokser)
- At Vance (Duitse metalband)
- Bloodfist (Amerikaanse metalband)
- Withering (Finse metalband)
- Josh Joplin
- Amel Bent
- Green Day
- DMX en Ice Cube
- Lee Harding (Australische popartiest)
- Judith Owen
- Lorena
- Scorpions
- Paul Anka (jazzversie)
- Journey
- Gloria Gaynor
- Katy Perry
- Pentatonix
- Devil You Know
- 2CELLOS

Overigens zijn de gitaariffs gebaseerd op de intro van "Edge of Seventeen" van Stevie Nicks, zij het in een andere toonsoort.

## In cultuur
Het nummer wordt gebruikt door Raymond van Barneveld en Wayne Warren als opkomstnummer bij hun dartswedstrijden en bij FC Utrecht en NEC Nijmegen als opkomstnummer. Het nummer zit tevens in muziekspellen voor gameconsoles, onder andere bij Rock Band en Guitar Hero.

## Parodieën
Naast deze covers zijn er ook veel parodieën opgenomen van dit nummer, onder andere:
- Een parodie door "Weird Al" Yankovic getiteld "Theme from Rocky XIII (The Rye or the Kaiser)" werd opgenomen op zijn album ""Weird Al" Yankovic in 3-D" uit 1984.
- De Israëlische band 'Infection' parodieert het lied op hun album 'Bekhef' (Hebreeuws: בכיף) uit 2005. De band heeft de titel van de parodie hetzelfde gelaten, namelijk 'Eye of the Tiger' (Hebreeuws: עין הנמר).

## Waardering in Nederland en België
In Nederland werd de plaat door dj Frits Spits en producer-invaller Tom Blomberg veel gedraaid in het populaire  radioprogramma De Avondspits op Hilversum 3 en werd mede daardoor een gigantische hit in de destijds drie landelijke hitlijsten op de nationale publieke popzender. De plaat bereikte de 2e positie in de Nederlandse Top 40 en bleef elf weken in de hitlijst staan.
 In de TROS Top 50 werd eveneens de 2e positie bereikt. In de Nationale Hitparade bereikte de plaat de 6e positie. In de Europese hitlijst op Hilversum 3, de TROS Europarade, werd de nummer 1-positie bereikt.
In België bereikte de plaat de 3e positie in de voorloper van de Vlaamse Ultratop 50 en de 2e positie in de Vlaamse Radio 2 Top 30. In Wallonië werd géén notering behaald.
Sinds de allereerste editie in december 1999 staat de plaat onafgebroken genoteerd in de jaarlijkse NPO Radio 2 Top 2000 van de Nederlandse publieke radiozender NPO Radio 2, met als hoogste notering tot nu toe een 244e positie in 1999.

## NPO Radio 2 Top 2000
| Nummer met noteringen in de NPO Radio 2 Top 2000 | '99 | '00 | '01 | '02 | '03 | '04 | '05 | '06 | '07 | '08 | '09  | '10  | '11 | '12 | '13 | '14 | '15 | '16 | '17 | '18 | '19 | '20 | '21 | '22 | '23 | '24 |
| ------------------------------------------------ | --- | --- | --- | --- | --- | --- | --- | --- | --- | --- | ---- | ---- | --- | --- | --- | --- | --- | --- | --- | --- | --- | --- | --- | --- | --- | --- |
| Eye of the Tiger                                 | 244 | 403 | 604 | 380 | 378 | 464 | 615 | 712 | 863 | 600 | 1109 | 1113 | 934 | 764 | 637 | 730 | 673 | 918 | 776 | 649 | 826 | 744 | 837 | 852 | 920 | 972 |

1. ↑  Een vetgedrukt getal geeft de hoogste notering aan.

- MusicBrainz work: f6096969-1f3a-30d4-8735-9e521f9d8639